# Rue du 19-Mars-1962 (région Aquitaine)
Il existe, dans les cinq départements français de la région Aquitaine, de nombreux odonymes Rue du 19-Mars-1962, sous diverses graphies, en référence à un événement contemporain majeur survenu à cette date :  le cessez-le-feu du 19 mars 1962, qui marqua la fin de la guerre d'Algérie, au lendemain de la signature des accords d'Évian.
Voir aussi les noms de rues contenant cette même date, sans millésime, dans les pages 19-Mars (odonyme) et Dix-Neuf-Mars (odonyme).

## Liste des communes de la région Aquitaine possédant unerue du 19-Mars-1962
| « Rue (du) 19-Mars-1962 » | « Rue (du) 19-Mars-1962 » | « Rue (du) 19-Mars-1962 » | « Rue (du) 19-Mars-1962 »                                                                                                 | « Rue (du) 19-Mars-1962 »                                                                                                 | « Rue (du) 19-Mars-1962 »                                                                                                 |
| France - Région Aquitaine—5 départements—Plus de 103 odonymes dans les 2296 communes de cette région (au 22 janvier 2014) | France - Région Aquitaine—5 départements—Plus de 103 odonymes dans les 2296 communes de cette région (au 22 janvier 2014) | France - Région Aquitaine—5 départements—Plus de 103 odonymes dans les 2296 communes de cette région (au 22 janvier 2014) | France - Région Aquitaine—5 départements—Plus de 103 odonymes dans les 2296 communes de cette région (au 22 janvier 2014) | France - Région Aquitaine—5 départements—Plus de 103 odonymes dans les 2296 communes de cette région (au 22 janvier 2014) | France - Région Aquitaine—5 départements—Plus de 103 odonymes dans les 2296 communes de cette région (au 22 janvier 2014) |
| 24 - Dordogne 25 sur 557 communes | 33 - Gironde 50 sur 542 communes | 40 - Landes 16 sur 331 communes | 47 - Lot-et-Garonne 6 sur 319 communes                                                                                    | 64 - Pyrénées-Atlantiques 6 sur 547 communes                                                                              | |
| --- | --- | --- | --- | --- | --- |
| 1. Agonac 2. Boulazac 3. Le Buisson-de-Cadouin 4. Champagnac-de-Belair 5. Champcevinel 6. Chancelade 7. Château-l'Évêque 8. Clermont-d'Excideuil 9. La Coquille 10. Coulounieix-Chamiers 11. Excideuil 12. Hautefort 13. Javerlhac-et-la-Chapelle-Saint-Robert 14. Lalinde 15. Mareuil 16. Montpon-Ménestérol 17. Nontron 18. Périgueux 19. Piégut-Pluviers 20. Prigonrieux 21. Razac-sur-l'Isle 22. Saint-Laurent-sur-Manoire 23. Saint-Médard-de-Mussidan 24. Saint-Médard-d'Excideuil 25. Varaignes | 1. Aubie-et-Espessas 2. Ambès 3. Barsac 4. Bassens 5. Bègles 6. Bellebat 7. Bieujac 8. Les Billaux 9. Cadillac 10. Cadillac-en-Fronsadais 11. Carbon-Blanc 12. Castets-en-Dorthe 13. Castillon-la-Bataille 14. Cenon 15. Civrac-en-Médoc 16. Couquèques 17. Créon 18. Cubzac-les-Ponts 19. Eysines 20. Jau-Dignac-et-Loirac 21. Floirac 22. Lansac 23. Léognan 24. Lormont 25. Lugon-et-l'Île-du-Carnay 26. Lussac 27. Mérignac 28. Pessac 29. Petit-Palais-et-Cornemps 30. Porchères 31. Quinsac 32. Rions 33. Saint-Antoine-sur-l'Isle 34. Saint-Christoly-de-Blaye 35. Saint-Christoly-Médoc 36. Saint-Genès-de-Fronsac 37. Saint-Loubès 38. Saint-Médard-de-Guizières 39. Saint-Savin 40. Saint-Seurin-de-Cadourne 41. Saint-Seurin-sur-l'Isle 42. Saint-Vivien-de-Médoc 43. Saint-Yzan-de-Soudiac 44. Talais 45. Talence 46. Targon 47. Le Tourne 48. Le Verdon-sur-Mer 49. Villegouge 50. Villenave-d'Ornon | 1. Biscarrosse 2. Cagnotte 3. Capbreton 4. Heugas 5. Labatut 6. Labenne 7. Laluque 8. Magescq 9. Mées 10. Morcenx 11. Ondres 12. Saint-Cricq-Villeneuve 13. Saint-Paul-lès-Dax 14. Saugnac-et-Cambran 15. Soustons 16. Tarnos | 1. Astaffort 2. Bon-Encontre 3. Frespech 4. Layrac 5. Montayral 6. Roquefort                                              | 1. Barinque 2. Boucau 3. Hendaye 4. Maucor 5. Orthez 6. Urcuit                                                            | |

## Sources principales
Géolocalisées
- maps.google.fr Google Maps
- www.geoportail.gouv.fr Géoportail
- www.openstreetmap.org OpenStreetMap
- www.viamichelin.fr ViaMichelin

Non géolocalisées
- www.rue-ville.info Rues de la ville